# Donji Krčin
Donji Krčin (en serbe cyrillique : Доњи Крчин) est un village de Serbie situé dans la municipalité de Varvarin, district de Rasina. Au recensement de 2011, il comptait 274 habitants.

## Démographie
| 1948 | 1953 | 1961 | 1971 | 1981 | 1991 | 2002 | 2011 |
| ---- | ---- | ---- | ---- | ---- | ---- | ---- | ---- |
| 712  | 723  | 650  | 565  | 531  | 431  | 351  | 274  |

|  |